# Thomas Rogalla
Thomas Rogalla (geboren 14. Januar 1953 in Witten; gestorben am 14. April 2018 in Berlin) war ein deutscher Journalist und Redakteur der Berliner Zeitung.

## Leben und Wirken
Thomas Rogalla wuchs im Ruhrgebiet auf. Er studierte Publizistik und Skandinavistik in Bochum, Berlin und Uppsala (Schweden). Nach einem Volontariat arbeitete er als Redakteur bei der taz und beim Sender Freies Berlin. Seinen ersten Artikel auf der taz-Auslandsseite verfasste er 1982 über die bevorstehende Wahl in Schweden. Für den Lokalteil der Zeitung war er mehrere Jahre Chef vom Dienst.
Im März 1989, als erstmals eine rot-grüne Koalition in Berlin aus den Wahlen zum Abgeordnetenhaus hervorging, wurde er Sprecher der Umweltsenatorin Michaele Schreyer. Von 1992 bis 1996 leitete er die Pressestelle des Bundesbeauftragten für die Unterlagen des Staatssicherheitsdienstes der DDR.
Er kehrte 1996 zum Journalismus zurück und arbeitete seitdem als Redakteur bei der Berliner Zeitung. Dort leitete er das Politikressort, wechselte dann ins Wissenschaftsressort. Ab 2003 war sein Schwerpunkt die Berliner Landespolitik.

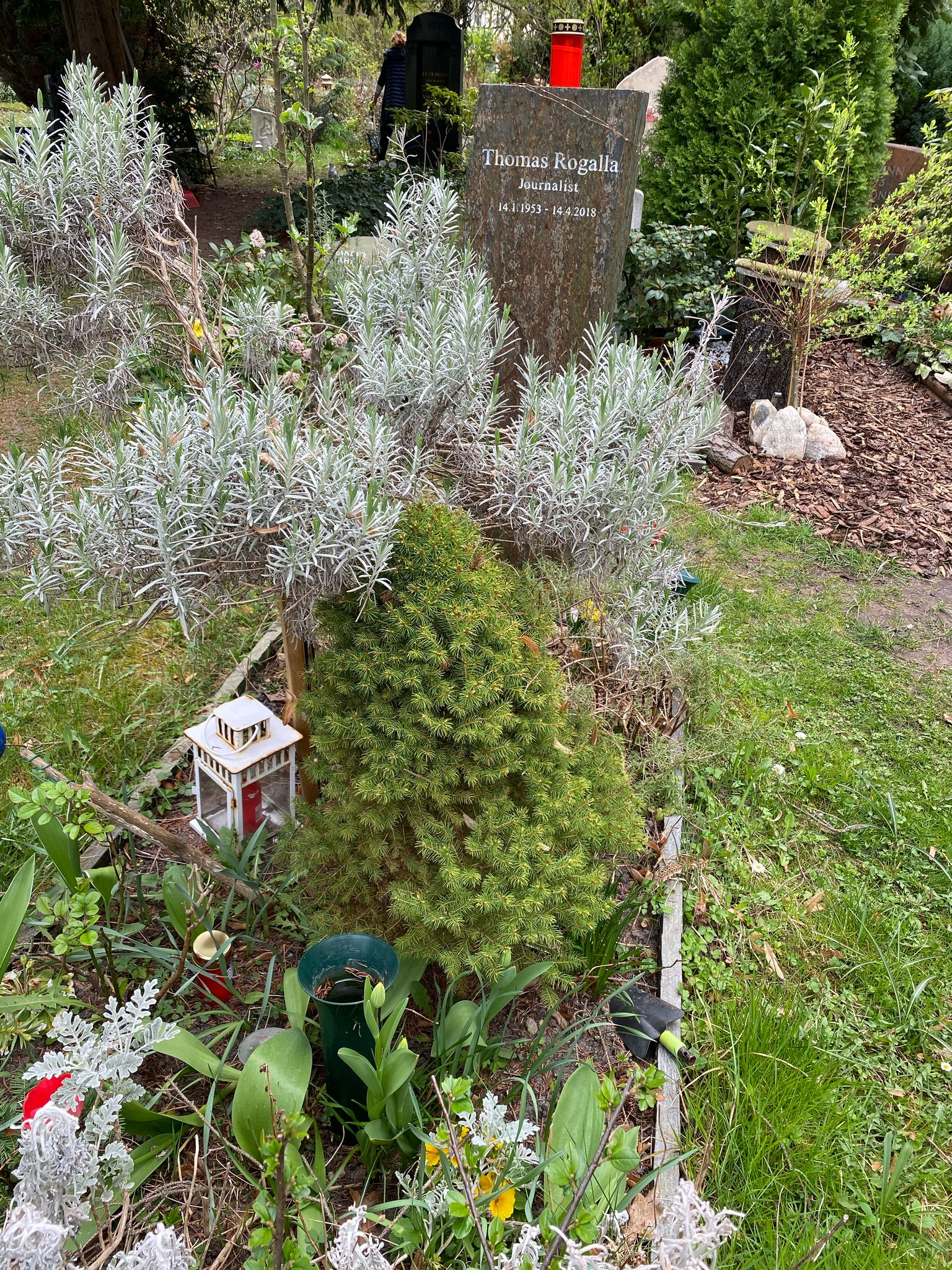
Grabstätte auf dem Alten St.-Matthäus-Kirchhof

Er war Sprecher, später Vorsitzender des Redaktionsausschusses der Berliner Zeitung. In dieser Funktion reichte er 2008 stellvertretend für die Redaktion Klage gegen den damaligen Chefredakteur Josef Depenbrock ein, der 2007 zusätzlich zur Chefredaktion die Geschäftsführung des Berliner Verlags übernommen hatte, was nach Auffassung von Rogalla gegen das Redaktionsstatut verstoßen habe. Er kritisierte, dass ein Chefredakteur aufgrund dieser Doppelfunktion je nach Aktienkurs vor allem wirtschaftlich, aber nicht journalistisch entscheide. Die Klage wurde vom Berliner Arbeitsgericht abgewiesen. Nachdem die Berliner Zeitung 2009 an die DuMont Mediengruppe verkauft worden war, sprach er sich für ihre redaktionelle Eigenständigkeit aus. 2010 unterstützte er die Aufklärung der Stasi-Vergangenheit von Redaktionsmitgliedern.
In seinem Nachruf erinnerte Axel Klausmeier daran, dass sich Rogalla „in zahlreichen, stets exzellent recherchierten Artikeln und Berichten“ für das Sichtbarmachen der Geschichte der Mauer im Stadtraum eingesetzt und in seinen Texten auch vor möglichen inhaltlichen und gestalterischen Fehlentwicklungen des Konzepts der Gedenkstätte Berliner Mauer von 2006 gewarnt habe.
Thomas Rogalla fand seine letzte Ruhestätte auf dem Alten St.-Matthäus-Kirchhof in Schöneberg.